# Chaenorhinum tenellum
Chaenorhinum tenellum är en grobladsväxtart som först beskrevs av Antonio José Cavanilles, och fick sitt nu gällande namn av Johan Martin Christian Lange. Chaenorhinum tenellum ingår i släktet småsporrar, och familjen grobladsväxter. Inga underarter finns listade i Catalogue of Life.